# Alyssum anamense
Alyssum anamense là một loài thực vật có hoa trong họ Cải. Loài này được Velen. mô tả khoa học đầu tiên năm 1911 publ. 1912.